# Sh2-110
Sh2-110 è una nebulosa a emissione visibile nella costellazione del Cigno.
Si individua nella parte centrale della costellazione, circa 2,5° a nordest della stella ζ Cygni; il periodo più indicato per la sua osservazione nel cielo serale ricade fra i mesi di luglio e dicembre ed è facilitata dalle regioni situate nell'emisfero boreale terrestre. La sua osservazione è possibile solo tramite l'ausilio di appositi filtri e lunghe esposizioni.
Si tratta di un debolissimo filamento di gas interstellare situato a un'elevata latitudine galattica; appare parzialmente illuminato per via della radiazione ricevuta dalle stelle situate nella regione galattica circostante e giace in direzione di un involucro di idrogeno neutro noto come Hu 8, col quale potrebbe essere fisicamente legato. Hu 8 possiede una massa di circa 1300 M⊙ ed è situato a una distanza compresa fra 350 e 440 parsec (1140-1430 anni luce); si ritiene che la sua origine risalga a circa 900 000 anni fa.